# David R. Lindberg
David R. Lindberg (* 1948 in den USA) ist ein US-amerikanischer  Malakologe und Professor für integrative Biologie an der University of California, Berkeley. Neben Arbeiten zur Gruppe der Patellogastropoda ist er bekannt für die Taxonomie von Ponder & Lindberg (1997).

## Leben
Der Schwerpunkt seiner Arbeit liegt auf dem Gebiet der Phylogenese der Patellogastropoda sowie verschiedener weiterer Schneckengruppen. Eines seiner Ergebnisse ist die Umbenennung der Ordnung Docoglossa in Patellogastropoda (1986).
Sein Hauptwerk besteht in einer neuen Taxonomie der Schnecken. Aufgrund neuer Erkenntnisse hatte sich herausgestellt, dass die bis in die 1990er gültige, noch auf Johannes Thiele zurückgehende Taxonomie der Schnecken paraphylische Taxa aufwies. Besonders gravierend war, dass das insbesondere die sehr weit oben in der Hierarchie stehende Unterklasse der Prosobranchia betraf. Die bislang gültige Dreiteilung der Klasse der Gastropoda war somit nicht mehr zu halten. Mit Winston F. Ponder schlug er eine Bereinigung der Taxonomie der Schnecken vor. Ein erster Schritt war, die Dreiteilung durch eine entwicklungsgeschichtlich motivierte orientierte Zweiteilung zu ersetzen. Mit Winston F. Ponder führte er daher die neue Unterklasse Eogastropoda (Frühschnecken) ein. Das Pendant ist die Unterklasse der Orthogastropoda (Echten Schnecken). In einem zweiten Schritt wurde die Revision konsequent nach unten 
hin fortgeführt. Als deren Ergebnis wurde eine neue Taxonomie mit streng monophyletischen Gruppen vorgeschlagen.
Dieser Vorschlag wurde anerkannt, und die Taxonomie ist heute als Taxonomie der Schnecken von Ponder & Lindberg (1997) bekannt.
Sie ist die bislang letzte Taxonomie der Schnecken, die nach rein morphologischen Grundsätzen erfolgt. Seit der ablösenden Taxonomie von Bouchet & Rocroi (2005) stehen phylogenetische Aspekte im Vordergrund.
Gegenwärtig ist David R. Lindberg Professor für integrative Biologie an der University of California, Berkeley. Darüber hinaus ist er Kurator des University of California Museum of Paleontology und Mitherausgeber der Zeitschrift Molecular Systematics and Phylogeography of Mollusks.